# Seznam chráněných území v okrese Trebišov
Toto je seznam chráněných území v okrese Trebišov aktuální k roku 2016, ve kterém jsou uvedena chráněná území v oblasti okresu Trebišov.
| Kód  | Obrázek      | Typ | Název              | Rozloha (ha) | Galerie Commons                        | Popis území        | Souřadnice                       |
| ---- | ------------ | --- | ------------------ | ------------ | -------------------------------------- | ------------------ | -------------------------------- |
| 495  |              | NPR | Bačkovská dolina   | 220,0400     |                                        |                    |                                  |
| 504  |              | PR  | Biele jazero       | 7,1977       |                                        |                    |                                  |
| 1142 |              | PR  | Bisce              | 28,0100      |                                        |                    |                                  |
| 659  |              | PR  | Boľské rašelinisko | 13,6351      |                                        |                    |                                  |
| 1182 |              | CHA | Boršiansky les     | 7,9300       |                                        |                    |                                  |
| 594  |              | NPR | Botiansky luh      | 40,6300      |                                        |                    |                                  |
| 853  |              | PR  | Dlhé Tice          | 46,8237      |                                        |                    |                                  |
| 548  |              | PR  | Horešské lúky      | 6,9419       |                                        |                    |                                  |
| 582  |              | NPR | Kašvár             | 116,4264     |                                        |                    |                                  |
| 858  |              | PR  | Krátke Tice        | 17,4064      |                                        |                    |                                  |
| 595  |              | NPR | Latorický luh      | 15,0800      |                                        |                    |                                  |
| 1261 |              | PR  | Oborínský luh      | 154,85       |                                        | Nížinné lužní lesy | 48°30′42″ s. š., 1°54′50″ v. d.  |
| 649  |              | PR  | Poniklecová lúčka  | 0,4000       |                                        |                    |                                  |
| 691  | jezero Tajba | NPR | Tajba              | 27,3600      | Kategorie „Tajba“ na Wikimedia Commons |                    | 48°23′11″ s. š., 21°46′14″ v. d. |
| 692  |              | PR  | Tarbucka           | 10,9500      |                                        |                    |                                  |
| 703  |              | PR  | Veľké jazero       | 8,0425       |                                        |                    |                                  |
| 1197 |              | CHA | Veľký kopec        | 25,1300      |                                        |                    |                                  |
| 723  |              | PR  | Zatínsky luh       | 66,0600      |                                        |                    |                                  |
| 721  |              | PR  | Zemplínska jelšina | 51,4000      |                                        |                    |                                  |